# Britannia Music Hall

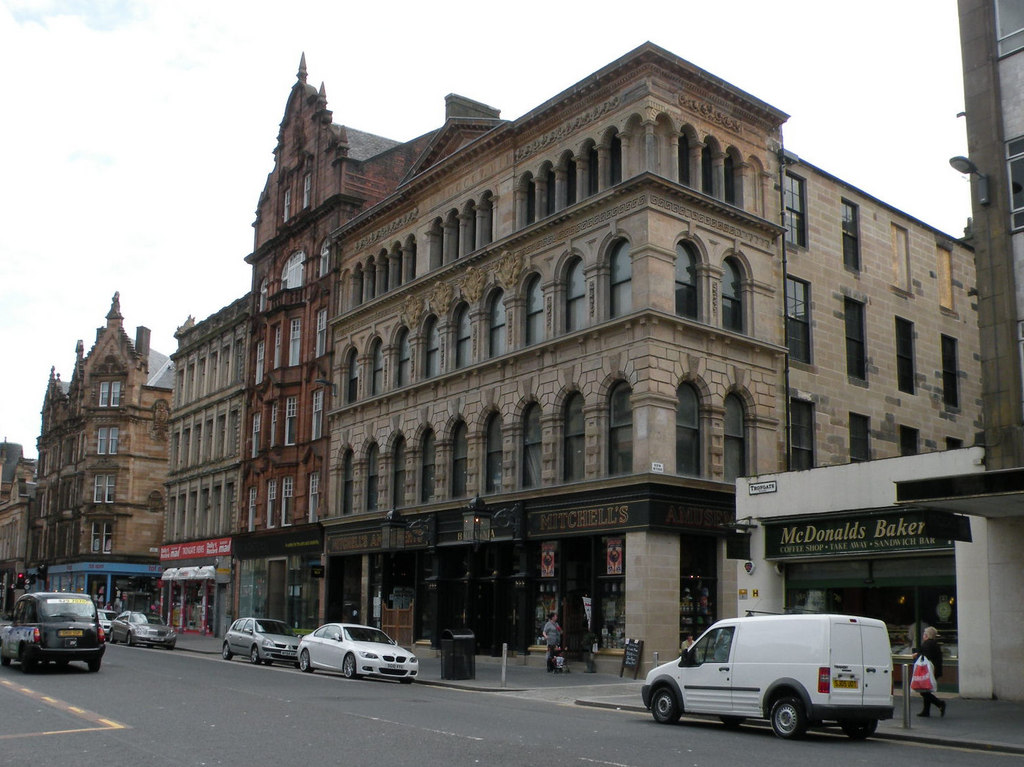
Britannia Music Hall

Die Britannia Music Hall, auch Campbell’s Music Salon, Hubner’s Animatograph, Tron Cinema und Britannia Panopticon, ist ein Varietétheater und Kinogebäude in der schottischen Stadt Glasgow. 1977 wurde das Bauwerk in die schottischen Denkmallisten in der höchsten Denkmalkategorie A aufgenommen.

## Geschichte
Auf Basis eines bestehenden Lagerhauses wurde das Gebäude 1857 nach einem Entwurf von Gildard & Macfarlane zu dem Varietétheater Campbell’s Music Salon umgebaut. Bereits zwei Jahre später wurde die Einrichtung in Britannia Music Hall umbenannt, um dann 1887 in Hubner’s Animatograph umbenannt zu werden. Durch Umbaumaßnahmen zwischen 1906 und 1910 wurde das Theater zu einem Kino umgebaut und als Panopticon fortgeführt. Zwischen 1922 und 1938 wurde es als Tron Cinema betrieben und schließlich geschlossen.
1906 gab Stan Laurel dort sein professionelles Debüt.

## Beschreibung
Das klassizistische Gebäude steht am Trongate südöstlich des Glasgower Stadtzentrums. Die nordexponierte Hauptfassade des vierstöckigen Gebäudes ist neun Achsen weit. Die Fassaden der Ladengeschäfte mit Schaufenstern im Erdgeschoss ist neueren Datums. Die Rundbogenfenster mit Schlusssteinen im ersten Obergeschoss sind von rustiziertem Mauerwerk umgeben. Die flankierenden Pilaster sind in den einzelnen Stockwerken unterschiedlich detailliert ausgestaltet. Im dritten Obergeschoss sind die Fenster im Schema 5–4–6 gruppiert. Friese und Gurtgesimse gliedern die Fassade horizontal. Das abschließende Dach ist mit Schiefer eingedeckt.